# Nel covo dei pirati con Peter Pan
Nel covo dei pirati con Peter Pan (Peter Pan and the Pirates) è una serie televisiva animata statunitense, creata nel 1990 dalla Fox e ispirata al romanzo del 1904 Peter Pan, o il ragazzo che non voleva crescere di James Matthew Barrie. La serie, formata da 65 episodi, è stata trasmessa per la prima volta dalla Fox Kids nel 1990 e in Italia dal lunedì a sabato su Rete 4 il 29 novembre 1997 all'interno di Game Boat e poi su Italia 1.

## Trama
La serie ripercorre le avventure del "ragazzo che non vuole crescere" e dei suoi amici che lo seguono nel'"Isola che non c'è". Nel corso delle avventure più volte dovrà combattere contro i pirati comandati dal famigerato Capitan Uncino. 
In un episodio appare anche la futura figlia di Wendy, Jane.

## Lista Episodi
- The Coldest Cut of All
- Living Pictures
- River of Night
- Slightly in Stone
- The Rake
- Peter on Trial
- The Wind and the Panther
- Treasure Hunt
- The Plucking of Short Tom
- The Dream
- Demise of Hook
- Pirate Boys, Lost Men
- After the Laughter
- Stupid Smee
- The Play’s the Thing
- Hook’s Mother’s Picture
- A Wee Problem
- Knights of Neverland
- Pirate Shadows
- Now Day Party
- When Games Become Deadly
- Eternal Youth
- The Foot Race
- Nibs and the Mermaids
- All Hallow’s Eve
- Billy Jukes, Lost Boy
- The Phantom Shaman
- Tootles and the Dragon
- First Encounter
- Slightly Duped
- Professor Smee
- Evicted!
- The Girl Who Lives in the Moon
- Hook’s Christmas
- Tootles the Bold
- The Hook and the Hat
- Ages of Pan, Part One
- Ages of Pan, Part Two
- The Ruby
- Friday the Thirteenth
- Immortal Pan
- The Lost Memories of Pirate Pan
- Dr. Livingstone and Captain Hook
- Vanity, Thy Name is Mermaid
- The Great Race
- Curly’s Laugh
- Mardi Gras
- The Never Ark
- The Croc and the Clock
- Three Wishes
- A Hole in the Wall
- Hook the Faithful Son
- Wendy and the Croc
- Elementary, My Dear Pan
- Frau Brumhandel
- Play Ball
- Jules Verne Night
- The Pirate Who Came to Dinner
- The Neverscroll
- Peter in Wonderland
- A Day at the Fair
- Count De Chauvin
- Seven League Boots
- Invisible Tootles

- The Letter

## Personaggi
- Peter Pan - È un ragazzino indipendente, avventuroso, altruista e coraggioso, ma sa anche essere avventato, ingrato, impudente, antipatico, irritante e ignorante; capo dei ragazzi sperduti ed eroe dell'Isola che non c'è. Detesta crescere e vola quando ha pensieri felici.
- Campanellino - Una fatina, amica e compagna di avventure di Peter. Ha una polvere magica. Amichevole e generosa ma anche saccente, pignola e un po' snob e altezzosa. In inglese è detta Tinker Bell.
- Wendy Darling - È la più grande fra gli amici di Peter Pan ed è la prima che lo segue nelle sue avventure. Wendy è l'unica che cerca di mettere un po' di giudizio non solo in Peter e la sua banda di bimbi sperduti, ma anche, quando ne ha l'occasione, in Capitan Uncino (detto Captain Hook in inglese) e la sua ciurmaglia di pirati.
- Gianni Darling - Il fratello mezzano, più giovane di Wendy e più vecchio di Michele: in inglese è chiamato John.
- Michele Darling - Il minore dei fratelli Darling: a volte è chiamato Michael in inglese.
- Curly - Il capo dei ragazzi perduti, sostituisce Peter Pan durante le sue assenze.
- Nibs - È un bambino molto esuberante e curioso, è il più grande del gruppo dei ragazzi perduti insieme a Curly. È biondo, ha gli occhi chiari e indossa sempre una canottiera e un cappello con le orecchie di un orso. È molto testardo, infatti vuole scoprire dove abitano le sirene, ma anche leale e altruista.
- Il Coccodrillo - Un coccodrillo marino, ferocissimo, vorace ed estremamente forte: è tutto di colore verde e ha dei denti molto aguzzi e bianchi. Difatti, non solo attacca Capitan Uncino e i suoi pirati, ma se la prende con qualunque forma di vita presente nell'Isola che non c'è; compresi i bimbi sperduti e Peter Pan in persona. Ha mangiato la mano dello spietato Capitano Uncino e l'ha gradita così tanto che da allora lo insegue e spera di mangiarselo. Le sue entrate in scena vengono sempre anticipate dal ticchettio di una sveglia di colore giallo, che lui aveva ingoiato molto tempo fa.
- Capitan Uncino - Uno spietato capitano pirata e nemesi di Peter Pan. Odia Peter così tanto non perché gli ha tagliato la mano, ma perché lo ritiene "troppo impudente". Inoltre lui è un cattivo gentiluomo, in quanto capisce che c'è un modo giusto e uno sbagliato per commettere dei delitti. In inglese è detto Captain Hook.
- Spugna - Il nostromo di Capitan Uncino. Differentemente dal libro, anche lui è cattivo.

## Doppiaggio
| Personaggi     | Voce originale  | Voce italiana       |
| -------------- | --------------- | ------------------- |
| Peter Pan      | Jason Marsden   | Simone D'Andrea     |
| Wendy Darling  | Christina Lange | Elisabetta Spinelli |
| Gianni         | Jack Lynch      | Patrizia Scianca    |
| Michele        | Whitby Hertford | Emanuela Pacotto    |
| Capitan Uncino | Tim Curry       | Pietro Ubaldi       |
| Spugna         | Ed Gilbert      | Antonio Paiola      |
| Campanellino   | Debi Derryberry | Daniela Fava        |

## Sigle
- Sigla iniziale e finale italiana: "Nel covo dei pirati con Peter Pan", musica e arrangiamento di Franco Fasano, testo di Alessandra Valeri Manera, interpretata da Cristina D'Avena e il coro dei Piccoli Cantori di Milano.